# Zorilispe sumatrana
Zorilispe sumatrana är en skalbaggsart som beskrevs av Stefan von Breuning 1939. Zorilispe sumatrana ingår i släktet Zorilispe och familjen långhorningar. Inga underarter finns listade i Catalogue of Life.